# Brooklyn Basement Blues
Brooklyn Basement Blues è un album studio di Popa Chubby.

## Tracce
- Shakedown
- If It Feels Like Love
- Rats Get Whacked
- She Said That Evil Was Her Name
- Transformation
- Arlita
- White Devil
- Wind Cries Mary
- Meat Helmet
- I've Been Loving You Too Long
- You Can't Keep a Brother Down